# Сомкова Долина
Сомкова Долина (укр. Сомкова Долина) — село, входит в Переяслав-Хмельницкий район Киевской области Украины.
Население по переписи 2001 года составляло 466 человек. Почтовый индекс — 08424. Телефонный код — 4567. Занимает площадь 2,66 км².

## Местный совет
08424, Київська обл., Переяслав-Хмельницький р-н, с.Сомкова Долина, вул.Якима Сомка,64